# 伊都多神社
伊都多神社（いづたじんじゃ）は、伊豆那姫命を主祭神とし、伊豆田神社（高知県土佐清水市）を本社とする高知県南国市の神社である。南国市には二社が存在する。以下は主に前浜地区の伊都多神社について記述する。旧 郷社。

## 由来・縁起
惣産土神である伊豆那姫命を祭る郷中の大社として、古来より一円で信仰されてきたが勧請年月日・縁起沿革等は不明である。
室町時代長禄二年（1458年）5月5日に土州安芸郡和食村庄大日寺尼妙亭鰐口奉納の記録があり、創建は少なくとも室町時代以前に遡るものと考えられる。前浜地区は弥生時代の集落跡も存在するなど、さらに古い可能性も指摘されている。
往時は「脚気」封じのお伊都多様として、平癒祈願に土佐一円から来拝された。
昭和27年8月10日（第1059号）宗教法人法により神社規則承認され神社本庁に諸属し今日に至っている。
祭神の伊都姫命が三柱の姉妹神であり、ことに前浜地区の次女神と田村地区の末女神が不仲であるという伝承に因み、かつては祭の際に田村地区のみこしが前浜地区の伊都多神社境内に石を投げ込んでいくという風習があった。しかし戦後、そのような風習は野蛮であるとして廃止の申し入れが行われ、現在では行われていない。

## 社殿の再建事業
伊都多神社の社殿は大正12年に屋根の修復を行った記録が境内石柱に残されているものの、建立時期不明の古社であった。しかし2005年に台風が高知県に相次いで上陸した際に社殿も大きな被害を受け、拝殿・本殿の修復事業が行われた。
総工費6千万円もの事業となり神社の自己資金で賄える額ではなかったが、地域住民の募金により5千万円もの資金が集まった。
主要な柱・梁などは以前のものを残しながらの修復再建となり、2006年10月に竣工している。

## 祭典日
- 元日祭 1月1日
- 春祭 2月17日
- 夏祭・輪抜祭 （旧6月15日）
- 注連おろし （10月26日）
- 御穀祭 （11月2日 - 3日）
- 御羽毛竹立 （11月3日）
- 例大祭 （11月10日）
- 御神幸祭 （11月吉日）
- 秋祭 （11月23日）
- 月並祭 （毎月1日）